# A Profesionalna Futbolna Grupa 2011-2012
L'A Profesionalna Futbolna Grupa 2011-2012 è stata l'88ª edizione della massima serie del campionato di calcio bulgaro. La stagione è iniziata il 6 agosto 2011 ed è terminata il 23 maggio 2012. Il Ludogorec ha vinto il titolo per la prima volta, al suo esordio nel massimo campionato.

## Novità
Akademik Sofia e Sliven erano retrocesse in B PFG dopo essersi piazzati agli ultimi due posti nella stagione 2010-2011. Al loro posto erano stati promossi Botev Vraca e Ludogorec, vincitori rispettivamente dei gironi Ovest ed Est di B PFG.

Il Černomorec Pomorie, secondo nel gruppo Est di B PFG, aveva vinto lo spareggio promozione-retrocessione contro il Vidima-Rakovski Sevlievo, terzultimo in A PFG. Il Vidima-Rakovski è stato poi ripescato dopo che al Černomorec Pomorie è stata negata la licenza per l'iscrizione all'A PFG.

Il Pirin Blagoevgrad è stato escluso dai campionati professionistici per difficoltà finanziarie ed è stato retrocesso in V AFG. Al suo posto è stato ripescato lo Svetkavica, quarto nel girone Est di B PFG.

## Regolamento
La squadra campione di Bulgaria è ammessa al secondo turno di qualificazione della UEFA Champions League 2012-2013.

La seconda e la terza classificata sono ammesse al secondo turno di qualificazione della UEFA Europa League 2012-2013.

Le ultime tre classificate sono retrocesse direttamente in B PFG.

## Squadre partecipanti
| Club                   | Città        | Stadio                        | Posizione 2010-2011  |
| ---------------------- | ------------ | ----------------------------- | -------------------- |
| Beroe                  | Stara Zagora | Stadio Beroe                  | 7º posto             |
| Botev Vraca            | Vraca        | Stadio Hristo Botev           | 1° Ovest B PFG       |
| Černo More Varna       | Varna        | Stadio Tiča                   | 6º posto             |
| PSFK Černomorec Burgas | Burgas       | Lazur Stadium                 | 8º posto             |
| CSKA Sofia             | Sofia        | Stadio dell'Esercito Bulgaro  | 3º posto             |
| Kaliakra               | Kavarna      | Stadio Kavarna                | 12º posto            |
| Levski Sofia           | Sofia        | Stadio Georgi Asparuhov       | 2º posto             |
| Liteks Loveč           | Loveč        | Stadio Loveč                  | Campione di Bulgaria |
| Lokomotiv Plovdiv      | Plovdiv      | Stadio Lokomotiv              | 4º posto             |
| Lokomotiv Sofia        | Sofia        | Stadio Nazionale Vasil Levski | 5º posto             |
| Ludogorec              | Razgrad      | Ludogorec Arena               | 1° Est B PFG         |
| Minjor Pernik          | Pernik       | Stadio Minjor                 | 9º posto             |
| Montana                | Montana      | Stadio Ogosta                 | 11º posto            |
| Slavia Sofia           | Sofia        | Stadio Ovča Kupel             | 10º posto            |
| Svetkavica             | Tărgovište   | Stadio Dimitar Burkov         | 4° Est B PFG         |
| Vidima-Rakovski        | Sevlievo     | Stadio Rakovski               | 14º posto            |

## Classifica
|                     | Pos. | Squadra                | Pt | G  | V  | N  | P  | GF | GS | DR  |
| ------------------- | ---- | ---------------------- | -- | -- | -- | -- | -- | -- | -- | --- |
| Bulgaria (bandiera) | 1.   | Ludogorec              | 70 | 30 | 22 | 4  | 4  | 73 | 16 | +57 |
|                     | 2.   | CSKA Sofia             | 69 | 30 | 22 | 3  | 5  | 60 | 19 | +41 |
|                     | 3.   | Levski Sofia           | 62 | 30 | 20 | 2  | 8  | 61 | 28 | +33 |
|                     | 4.   | PSFK Černomorec Burgas | 60 | 30 | 17 | 9  | 4  | 57 | 23 | +34 |
|                     | 5.   | Liteks Loveč           | 59 | 30 | 17 | 8  | 5  | 57 | 28 | +29 |
|                     | 6.   | Lokomotiv Plovdiv      | 57 | 30 | 17 | 6  | 7  | 44 | 39 | +5  |
|                     | 7.   | Černo More Varna       | 52 | 30 | 16 | 4  | 10 | 46 | 25 | +21 |
|                     | 8.   | Slavia Sofia           | 51 | 30 | 15 | 6  | 9  | 42 | 36 | +6  |
|                     | 9.   | Minjor Pernik          | 36 | 30 | 8  | 12 | 10 | 35 | 40 | -5  |
|                     | 10.  | Beroe                  | 35 | 30 | 9  | 8  | 13 | 30 | 37 | -7  |
|                     | 11.  | Montana                | 31 | 30 | 8  | 7  | 15 | 29 | 51 | -24 |
|                     | 12.  | Botev Vraca            | 29 | 30 | 7  | 8  | 15 | 30 | 44 | -14 |
|                     | 13.  | Lokomotiv Sofia        | 24 | 30 | 5  | 9  | 16 | 26 | 50 | -24 |
|                     | 14.  | Vidima-Rakovski        | 15 | 30 | 3  | 6  | 21 | 19 | 59 | -40 |
|                     | 15.  | Kaliakra               | 11 | 30 | 2  | 5  | 23 | 26 | 77 | -51 |
|                     | 16.  | Svetkavica             | 8  | 30 | 1  | 5  | 24 | 8  | 71 | -63 |

Legenda:

      Campione di Bulgaria e ammessa alla UEFA Champions League 2012-2013

      Ammesse alla UEFA Europa League 2012-2013

      Retrocesse in B Profesionalna Futblona Grupa 2012-2013

## Risultati
|                   | Ber  | Bot  | ČMV  | ČmB  | CSK  | Kal  | Lev  | Lit  | LkP  | LkS  | Lud  | Min  | Mon  | Sla  | Sve  | VRk  |
| ----------------- | ---- | ---- | ---- | ---- | ---- | ---- | ---- | ---- | ---- | ---- | ---- | ---- | ---- | ---- | ---- | ---- |
| Beroe             | –––– | 1-2  | 2-0  | 1-2  | 0-1  | 3-1  | 1-2  | 1-1  | 1-1  | 1-0  | 1-2  | 0-0  | 2-0  | 1-0  | 2-0  | 1-0  |
| Botev             | 1-1  | –––– | 0-1  | 0-0  | 2-2  | 6-2  | 0-2  | 1-3  | 1-1  | 2-0  | 0-1  | 0-0  | 2-4  | 0-1  | 1-0  | 2-2  |
| Černo More Varna  | 2-0  | 1-0  | –––– | 0-2  | 0-0  | 7-1  | 3-1  | 0-1  | 1-2  | 3-0  | 0-1  | 2-0  | 2-0  | 2-0  | 1-0  | 2-1  |
| Černomorec Burgas | 2-2  | 3-1  | 3-2  | –––– | 2-0  | 1-0  | 2-0  | 1-1  | 2-0  | 1-1  | 0-0  | 1-0  | 2-0  | 2-3  | 6-0  | 4-0  |
| CSKA              | 1-0  | 2-0  | 4-1  | 1-0  | –––– | 3-1  | 1-0  | 4-1  | 3-0  | 4-0  | 2-2  | 3-1  | 2-0  | 1-2  | 3-0  | 4-1  |
| Kaliakra          | 3-1  | 0-0  | 0-5  | 0-4  | 1-2  | –––– | 1-4  | 0-2  | 1-2  | 0-0  | 0-4  | 2-2  | 2-3  | 1-2  | 1-1  | 3-2  |
| Levski            | 2-2  | 3-0  | 2-1  | 2-2  | 1-0  | 3-2  | –––– | 3-2  | 3-2  | 4-0  | 0-1  | 0-1  | 1-0  | 1-0  | 7-0  | 2-1  |
| Litex             | 2-1  | 3-1  | 1-0  | 0-0  | 0-2  | 5-0  | 1-0  | –––– | 6-2  | 2-0  | 2-1  | 2-2  | 0-0  | 1-0  | 6-0  | 3-0  |
| Lokomotiv Plovdiv | 4-2  | 2-1  | 1-0  | 2-0  | 0-3  | 2-0  | 3-2  | 2-1  | –––– | 2-1  | 1-0  | 1-1  | 1-0  | 2-1  | 2-0  | 3-2  |
| Lokomotiv Sofia   | 3-0  | 0-1  | 0-0  | 0-4  | 1-2  | 3-2  | 1-1  | 1-2  | 2-0  | –––– | 0-1  | 1-1  | 1-1  | 0-3  | 4-1  | 0-1  |
| Ludogorec         | 3-0  | 3-0  | 0-2  | 3-1  | 1-0  | 2-0  | 2-1  | 1-1  | 0-0  | 4-0  | –––– | 4-1  | 3-0  | 6-0  | 5-0  | 4-0  |
| Minjor            | 1-1  | 1-3  | 0-1  | 1-1  | 2-0  | 1-1  | 0-1  | 2-2  | 0-0  | 1-2  | 0-7  | –––– | 3-1  | 1-1  | 3-0  | 1-0  |
| Montana           | 0-0  | 2-0  | 1-3  | 2-4  | 0-5  | 2-1  | 0-3  | 1-0  | 2-2  | 1-1  | 1-4  | 1-2  | –––– | 1-2  | 0-0  | 1-0  |
| Slavia            | 0-0  | 3-2  | 1-1  | 1-1  | 0-1  | 3-0  | 0-3  | 0-2  | 3-0  | 2-1  | 3-2  | 2-1  | 1-1  | –––– | 2-0  | 1-1  |
| Svetkavica        | 1-3  | 0-0  | 1-3  | 0-3  | 0-3  | 1-0  | 0-1  | 1-3  | 0-1  | 1-1  | 0-1  | 0-3  | 1-2  | 0-3  | –––– | 0-0  |
| Vidima-Rakovski   | 0-1  | 0-1  | 0-0  | 0-1  | 0-1  | 1-0  | 1-6  | 1-1  | 0-3  | 2-2  | 0-5  | 0-3  | 1-2  | 1-2  | 1-0  | –––– |

## Classifica marcatori
| Gol |  |  | Giocatore         | Squadra                           |
| --- |  |  | ----------------- | --------------------------------- |
| 16  |  |  | Júnior Moraes     | CSKA Sofia                        |
| 16  |  |  | Ivan Stojanov     | Ludogorec                         |
| 13  |  |  | Emil Gărgorov     | Ludogorec                         |
| 13  |  |  | Ianis Zicu        | CSKA Sofia                        |
| 12  |  |  | Juninho           | Slavia Sofia (6) Levski Sofia (6) |
| 11  |  |  | Svetoslav Todorov | Liteks Loveč                      |
| 11  |  |  | Ivan Cvetkov      | Levski Sofia                      |
| 11  |  |  | Gerasim Zakov     | Kaliakra                          |
| 10  |  |  | Aatif Chahechouhe | PSFK Černomorec Burgas            |
| 10  |  |  | Marcelo Nicácio   | Liteks Loveč                      |
| 10  |  |  | Georgi Iliev      | Černo More Varna                  |
| 10  |  |  | Lourival Assis    | PSFK Černomorec Burgas            |

## Verdetti
- Campione di Bulgaria:  Ludogorec
- In UEFA Champions League 2012-2013:  Ludogorec (al secondo turno di qualificazione)
- In UEFA Europa League 2012-2013:  CSKA Sofia,  Levski Sofia,  Lokomotiv Plovdiv (al secondo turno di qualificazione)
- Retrocesse in B PFG:  Vidima-Rakovski,  Kaliakra,  Svetkavica